# Stacey Arceneaux
Stacey Arceneaux (nacido como Robert L. Stacey, Nueva York, Nueva York, 17 de febrero de 1936 - Florida, 4 de marzo de 2015) fue un jugador de baloncesto estadounidense que disputó siete partidos en la NBA, y pasó el resto de su carrera deportiva en la EPBL. Con 1,93 metros de estatura, lo hacía en la posición de alero.

## Trayectoria deportiva

### High School y playgrounds
Asistió al William Howard Taft High School del Bronx, y fue una estrella de los playgrounds de Nueva York, accediendo a jugar como profesional sin pasar por la universidad.

### Profesional
Jugó la práctica totalidad de su carrera en la EPBL, en los Scranton Miners y los Trenton Colonials, siendo elegido mejor jugador de la liga en 1960 y elegido finalmente en el mejor equipo del 50 aniversario de la competición, tras acabar como el cuarto máximo anotador de todos los tiempos de la liga, con 7.735 puntos.
En marzo de 1962 fichó como agente libre por los St. Louis Hawks de la NBA, con los que únicamente disputó siete partidos, en los que promedió 7,1 puntos y 4,6 rebotes.

## Estadísticas de su carrera en la NBA

### Temporada regular
| Temporada | Edad | Equipo          | Liga | Pos. | P | TIT | MIN  | TC  | TCA | %TC  | 3P | 3PA | %3P | TL  | TLA | %TL  | R.OF. | R.DEF. | REB | ASIS | ROB | TAP | PER | FP  | PTS |
| 1961-62   | 25   | St. Louis Hawks | NBA  |      | 7 |     | 15.7 | 3.1 | 8.0 | .393 |    |     |     | 0.9 | 1.9 | .462 |       |        | 4.6 | 0.6  |     |     |     | 1.4 | 7.1 |
| Total     |      |                 | NBA  |      | 7 |     | 15.7 | 3.1 | 8.0 | .393 |    |     |     | 0.9 | 1.9 | .462 |       |        | 4.6 | 0.6  |     |     |     | 1.4 | 7.1 |